# Le Drapeau... potin de Bart
Le Drapeau… potin de Bart (en France) ou L'Amer drapeau (au Québec) est le 21e épisode de la saison 15 de la série télévisée d'animation Les Simpson.

## Synopsis
Lisa, Bart et Maggie vont chez le docteur Hibbert se faire vacciner. Bart refuse et se fait poursuivre par le médecin. Il est finalement vacciné après bien des péripéties. Mais ce vaccin le rend sourd quelque temps. Lors d'un match de basket sur mulet, ne comprenant pas les cris du public, il montre accidentellement son postérieur au drapeau américain lors de l'hymne. Il est immédiatement renvoyé de l'école et sa famille devient la plus détestée d'Amérique.
Les Simpson décident de participer à un talk-show pour rétablir la vérité. Mais Marge s'emporte face à l'arrogant présentateur. Les Simpson sont alors envoyés en prison. Les premiers temps sont durs mais ils finissent par s'évader lors du spectacle des détenus. Ils sont recueillis par un bateau français et arrivent en France. Mais l'Amérique leur manque et ils finissent par y retourner à bord d'un bateau d'immigrés.